# 京福バス
京福バス株式会社（けいふくバス）は、福井県福井市に本社を置く路線バス・貸切バス事業者。京都府において鉄軌道事業を行う京福電気鉄道の連結子会社で京福グループに属する。

## 概要
1941年（昭和16年）6月26日に設立され、福井県内で営業していたバス事業者の丸岡バス株式会社（まるおかバス）が、2000年4月に京福電気鉄道の直営バス事業を譲受し「京福バス株式会社」に社名変更したものである。なお「京福バス」の名称は、電鉄直営時代の路線バス・貸切バス事業の通称としても用いられていた。
京福電鉄は、2000年12月と2001年6月の越前本線列車衝突事故により、2003年（平成15年）2月1日、福井地区の鉄道事業を担当していた福井鉄道部を廃止し、えちぜん鉄道へ事業譲渡。福井県内の鉄道路線から撤退した。このため、陸運業においては鉄道会社と同名の系列バス会社では営業区域が異なっている。
なお、京福グループで京都府内において営業を行うバス事業者は京都バスである。

## 沿革
- 1941年（昭和16年）6月26日 - 丸岡自動車株式会社設立（のち丸岡バス株式会社に商号変更）[1]。
- 1943年（昭和18年）7月1日 - 戦時統合により、県内の既存バス事業者10社が統合し福井県乗合自動車を設立。
- 1948年（昭和23年）11月26日 - 京福電気鉄道福井支社が乗合バス事業を再開[6]。
- 1951年（昭和26年）9月1日 - 大野交通自動車が設立され、福井県乗合自動車より分離独立。
- 1959年（昭和34年）4月 - 京福電気鉄道が大野交通自動車を吸収合併。
- 1963年（昭和38年）
  - 丸岡バスが京福電気鉄道の経営傘下に入る。
  - 8月1日 - 京福電気鉄道が福井県乗合自動車を吸収合併[7]、バス事業を直営化。
- 1966年（昭和41年）12月15日 - 京福バスターミナルを開設（当初の名称は「福井バスターミナル」）[7]。
- 1969年（昭和44年）9月18日 - 京福電気鉄道永平寺線（金津駅 - 東古市駅間）廃止により本丸岡駅が廃駅となる。跡地を丸岡バスターミナルとして使用。
- 1976年（昭和51年）9月1日 - 京福電気鉄道が大野交通自動車より路線を譲受[8]。
- 1987年（昭和62年）2月1日 - 京福電気鉄道が国鉄バス金津三国線を譲受。
- 2000年（平成12年）
  - 4月1日 - 京福電気鉄道が福井地区で営んでいたバス事業を、丸岡バスが譲受して京福バス株式会社に商号変更[7][9]。本社を福井県坂井郡丸岡町（現・坂井市）から現在地へ移転。
  - 12月17日 - 京福電気鉄道越前本線列車衝突事故（第1回）が発生。
- 2001年（平成13年）
  - 6月24日 - 京福電気鉄道越前本線列車衝突事故（第2回）が発生。
  - 6月25日 - 2回の列車衝突事故を受け、国土交通省が京福電気鉄道に福井県内の列車運行停止とバス代行を命じる。京福バスが代行輸送を担当。
- 2003年（平成15年）2月1日 - 京福電気鉄道が福井地区の鉄道事業を担当していた福井鉄道部を廃止[10]、えちぜん鉄道へ事業譲渡[4][11]。福井県内の鉄道路線から撤退する。鉄道廃止後の代行バスを京福バスが担当。
- 2004年（平成16年）4月5日 - 京福リムジンバスを設立[10]。
- 2006年（平成18年）10月1日 - 丸岡バスターミナルに京福リムジンバス丸岡営業所を開設（京福バス丸岡営業所に併設）。小松空港連絡バス、永平寺特急バス（現・永平寺ライナー）を京福リムジンバスへ移管[9]。
- 2010年（平成22年）3月31日 - 京福バスターミナルの営業を終了[12]。
- 2016年（平成28年）3月27日
  - 福井駅西口バスターミナル供用開始に伴い、福井駅前バス停を福井駅西口バスターミナルに移動し、停留所名を「福井駅」に改称（一部バス停は「駅前大通り」に改称）[13]。
  - 同時に、福井市街地100円バス制度を導入、福井駅から800m圏内の運賃を100円均一に引き下げ[14]（現在は2km圏内に変更）。
- 2020年（令和2年）
  - 4月1日 - 丸岡バスターミナルに新バスターミナル施設が完成し供用開始[15]。
  - 6月1日 - 貸切営業所と福井交通本社を福井市志比口から京福バス本社に移転[15][16]。
- 2021年（令和3年）3月20日 - 一乗谷朝倉特急バスにおいて、Visaの非接触型決済「Visaタッチ」を、北陸地方で初めて導入（北國銀行と子会社の北国クレジットサービスが運用幹事社）[17][18][19][20]。
- 2022年（令和4年）4月1日 - 京福リムジンバスを吸収合併[21][22]。
- 2024年（令和6年）2月24日 - 交通系ICカードICOCA導入。[23]

## 事業所
本社
- 福井県福井市日之出五丁目3番30号

現在、京福バス本社には以下の事業所が併設されている。
- 福井営業所[24]
- 貸切営業所（2020年5月31日までは福井市志比口三丁目1番7号[24]）
- 福井交通本社（同上[24]）

坂井営業所
- 福井県坂井市丸岡町西里丸岡第12号21番地1（丸岡バスターミナル、ケイカン交通丸岡営業所併設）
  - 旧・坂井営業所（現・ケイカン交通本社等、京福バス坂井整備工場敷地）と丸岡営業所（当地）を統合。

加賀営業所
- 石川県加賀市伊切町い40番地1（旧・京福リムジンバス本社）

加賀営業所所属車は「石川」ナンバー（北陸信越運輸局 石川運輸支局）、その他の車両は「福井」ナンバー（中部運輸局 福井運輸支局）。

## 案内所
いずれも福井県に所在し、以下4箇所では定期券の発売も行っている。但し高速路線バスの乗車券はチケットセンターのみ取り扱い。
- チケットセンター（福井市中央一丁目1番3号 えちぜん鉄道福井駅駅舎1階） - 最寄停留所：福井駅東口
- 丸岡バスターミナル（坂井市丸岡町西里丸岡第12号21番地1） - 最寄停留所：丸岡バスターミナル
- 大野販売所（大野市鍬掛第17号17-1 ショッピングモールViO インフォメーション） - 最寄停留所：ヴィオ
- ケイカン交通芦原営業所（あわら市国影37号61番地2、ケイカン交通本社に併設） - 最寄停留所：ケイカン交通前

回数券等の委託販売所も学校・病院・個人商店・コンビニエンスストア・大野販売所を除くショッピングセンターなど多数存在したが、2024年のICOCA導入・回数券発売終了に伴い廃止となり、以後はフリー乗車券の一部をえちぜん鉄道あわら湯のまち駅窓口、並びに芦原温泉駅西口賑わい施設「アフレア」と福井駅西口再開発ビル「ハピリン」の各カウンターにて扱うにとどまっている。

## 高速・特急バス

### 現在の運行路線

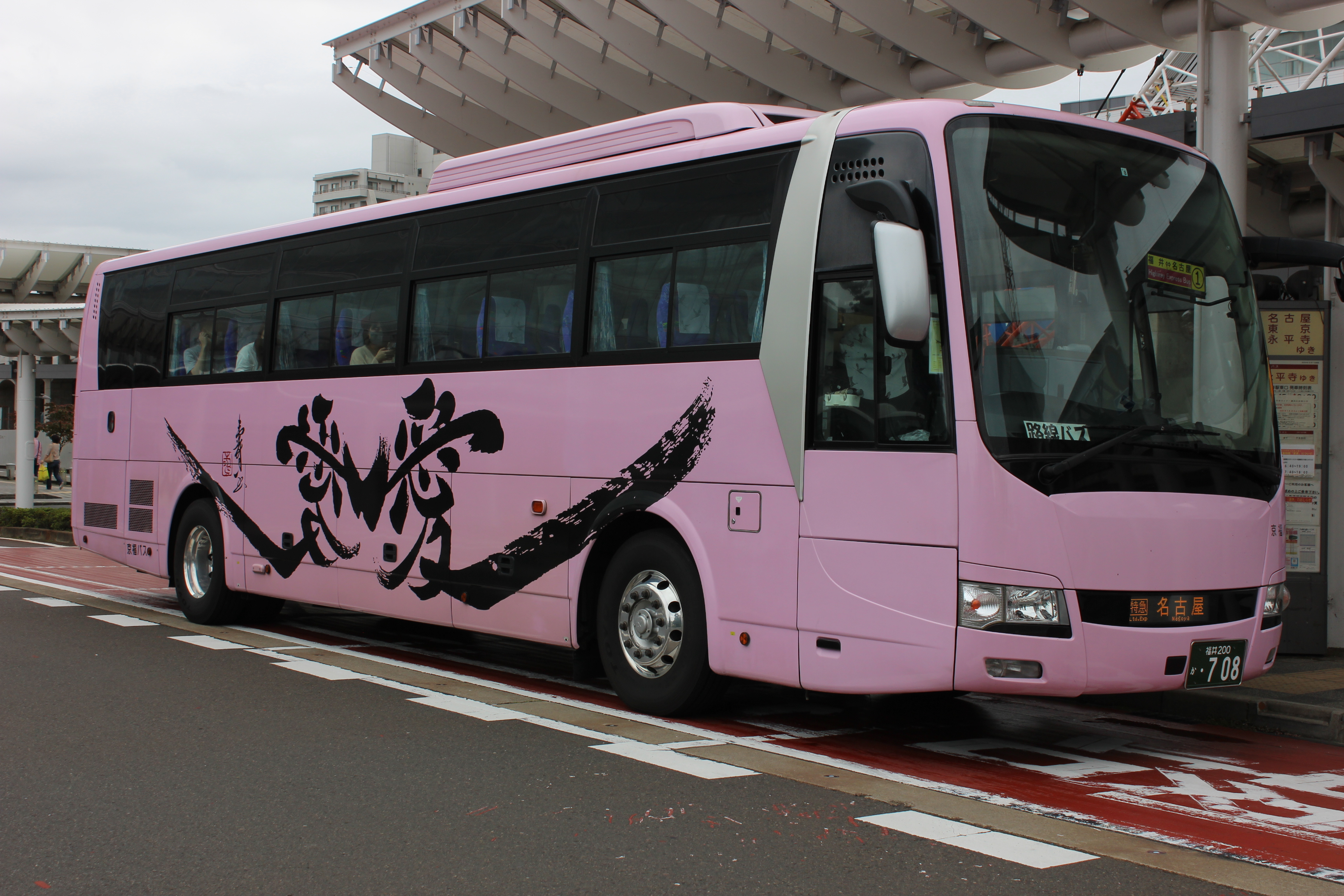
北陸道特急バス

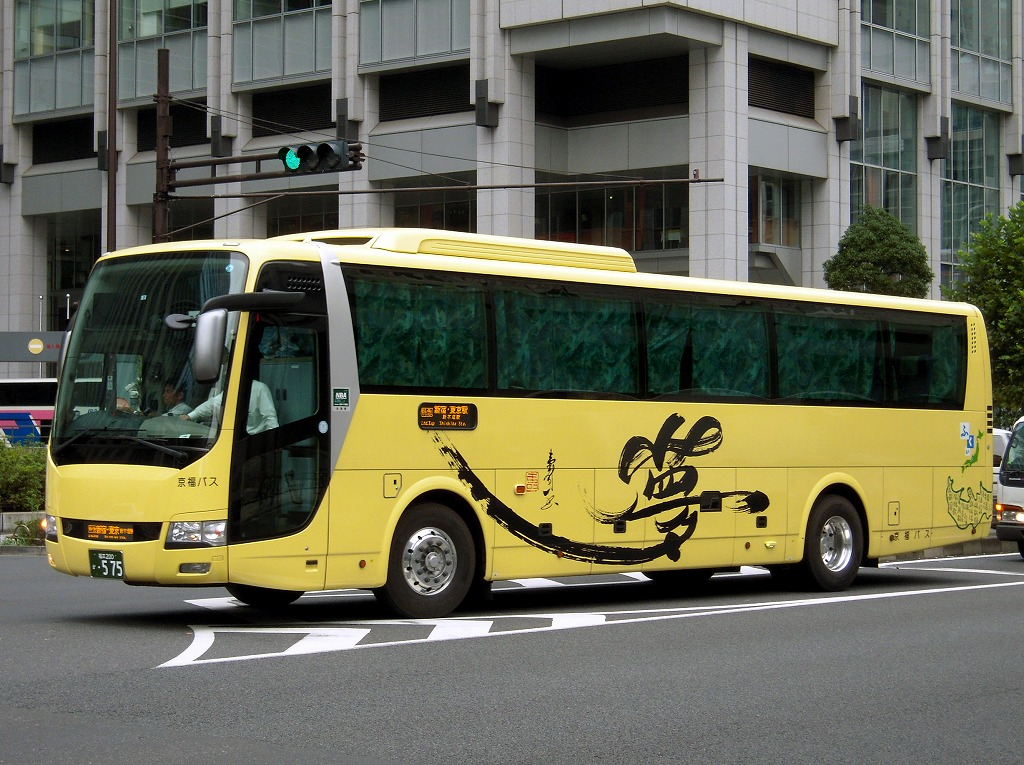
ドリーム福井号

※は、2022年4月被合併の京福リムジンバスが運行していた路線を継承したもの。
高速バス
全便座席指定制。<>内は共同運行会社。
- 北陸道特急バス（福井 - 名古屋） <福井鉄道・JR東海バス・名鉄バス>
- 福井 - 大阪 <福井鉄道・阪急観光バス>

特急バス
- 永平寺ライナー（福井 - 吉野 - 永平寺）※ 
  - 途中、中部縦貫自動車道を1区間のみ通行する。

### 小松空港連絡バス
概要

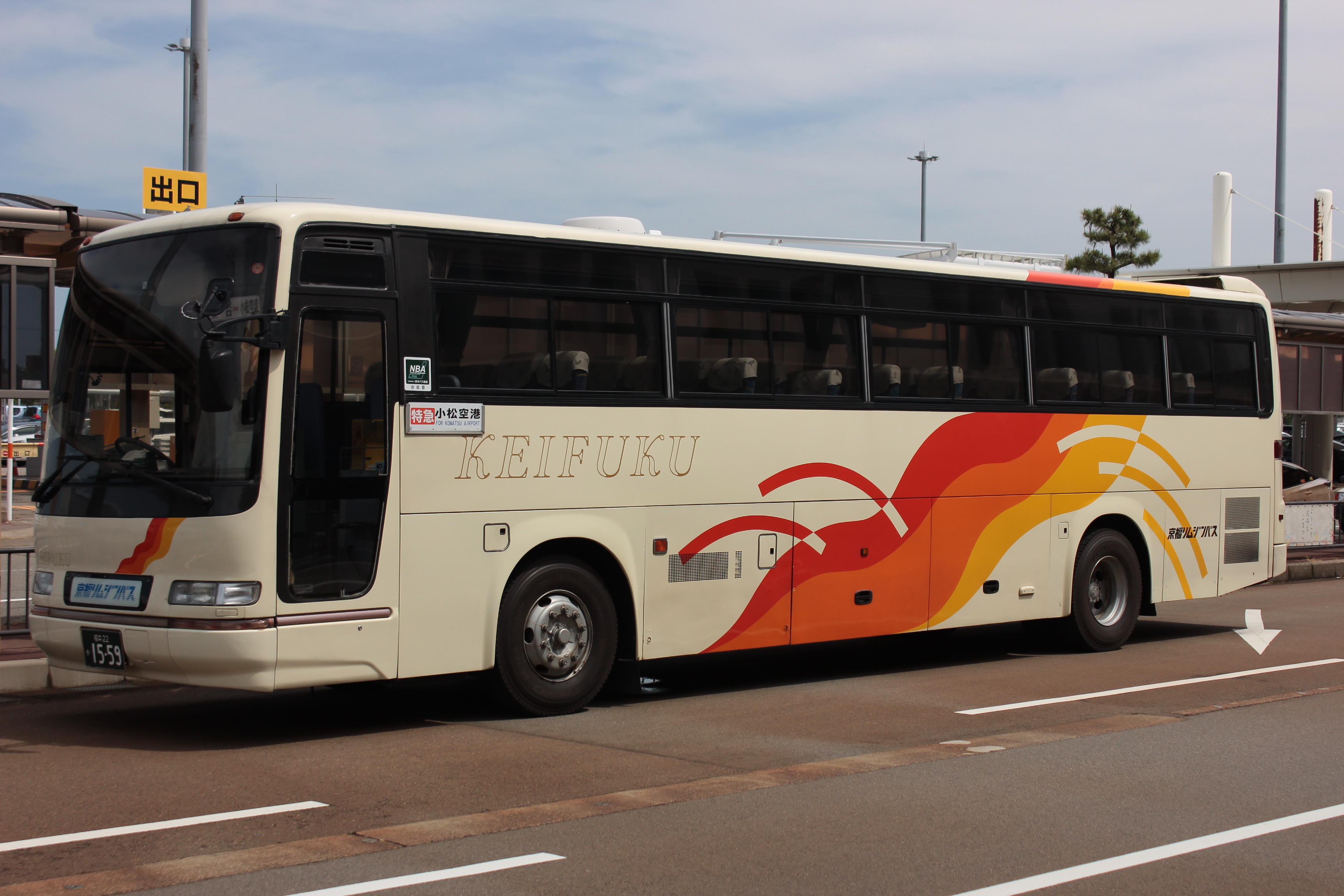
空港連絡バス（京福リムジンバス運行当時）

- 福井市中心部と小松空港を主に北陸自動車道経由で結ぶ路線として、1987年10月1日に京福電気鉄道（京福）と福井鉄道の共同運行で開設[25][26][27]。2006年（平成18年）10月1日に運行を京福バスから京福リムジンバスへ移管[28]。2013年（平成25年）4月1日からは京福リムジンバスが単独運行[29] していたが、2022年（令和4年）4月1日に京福リムジンバスの被合併により再び京福バスが運行することになった。

停留所・経路
- 福井駅からおよそ1時間
  - 福井駅東口 - 福井北IC - 丸岡IC - （安宅SIC経由）- 小松空港

支払い
- 2021年（令和3年）3月20日からVisaのクレジットカードに対応した非接触型決済を北陸地方のバス路線で初めて採用した[18][30][31][32]。

### 過去の運行路線
高速・空港連絡バス
- 大阪なんば⇔福井 <福井鉄道、南海バス>
- 小松空港連絡バス 三国駅前⇔小松空港
  - 小松空港連絡バスは2006年10月1日に京福リムジンバスへ移管した
- 空港連絡バス 福井⇔中部空港
- 東京線 昼特急（福井 - 東京） <福井鉄道>
- ドリーム福井号（【夜行】福井 - 東京）<福井鉄道・JRバス関東>

特急バス
- 朝倉特急バス（福井駅東口 - 一乗谷朝倉氏遺跡 - 永平寺）
- 一乗谷永平寺連絡バス（一乗谷朝倉氏遺跡 - 永平寺）
- 永平寺おでかけ号（片山津温泉・加賀温泉駅・山代温泉・山中温泉 - 永平寺口前・永平寺）※
  - 一般道（国道364号大内峠道路）で越県する路線。土曜・日曜・祝日運行、予約制として運行していた。

期間・曜日限定運行のライナーバス・ツアーバス
- 京福バス主催の募集型企画旅行型のライナーバス
  - 永平寺・朝倉号（あわら温泉→福井駅東口→朝倉氏遺跡→ごっつおさん亭（越前そば打ち体験）→永平寺→丸岡城→福井駅東口）
  - 三井アウトレットパーク 滋賀竜王 アウトレットライナー 丸岡BT・貸切営業所・福井駅東口・武生IC⇔三井アウトレットパーク 滋賀竜王 南エントランス(2010年7月7日のプレオープン時から、土・日・祝日に1便もしくは2便運行。オープン当日の7月8日・翌7月9日も運行された)
- 京福電鉄子会社である京福エージェンシー主催の募集型企画旅行型の都市間ツアーバス
  - 金沢ライナー 福井駅東口⇔〈貸切営業所・本丸岡BT・金津IC経由〉金沢香林坊・武蔵ヶ辻
  - 大阪USJライナー　丸岡BT・京福バス貸切営業所・京福BT・鯖江IC・武生IC・敦賀IC⇔USJ・北梅田駐車場(2006年7月22日から8月27日の土日とお盆休みに運行)

## 一般路線

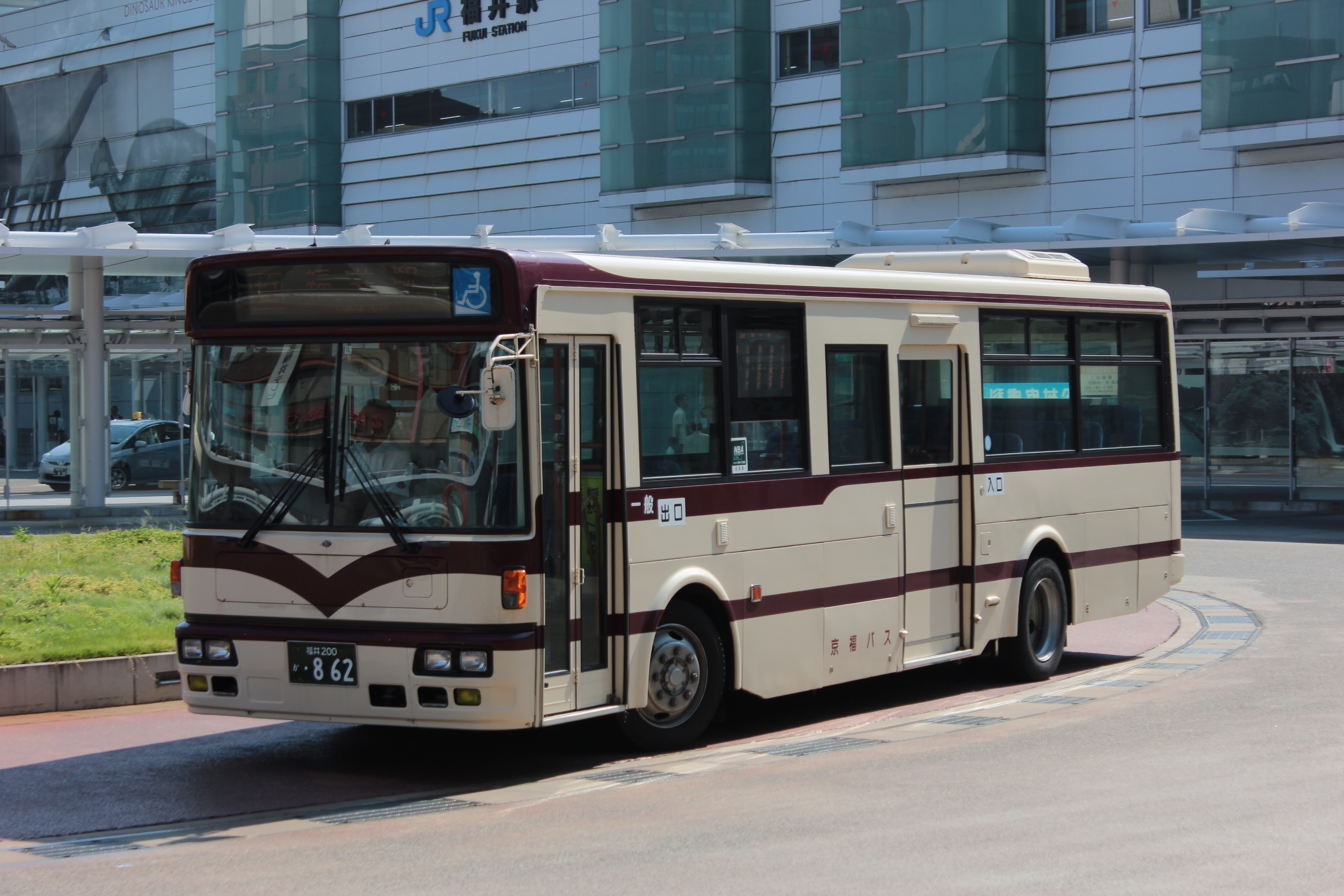
路線バス（標準塗装）

現在の運行路線の詳細は、公式サイトの 路線バス時刻一覧表 を参照。
近年運行開始された特徴のある路線として、以下のものが挙げられる。

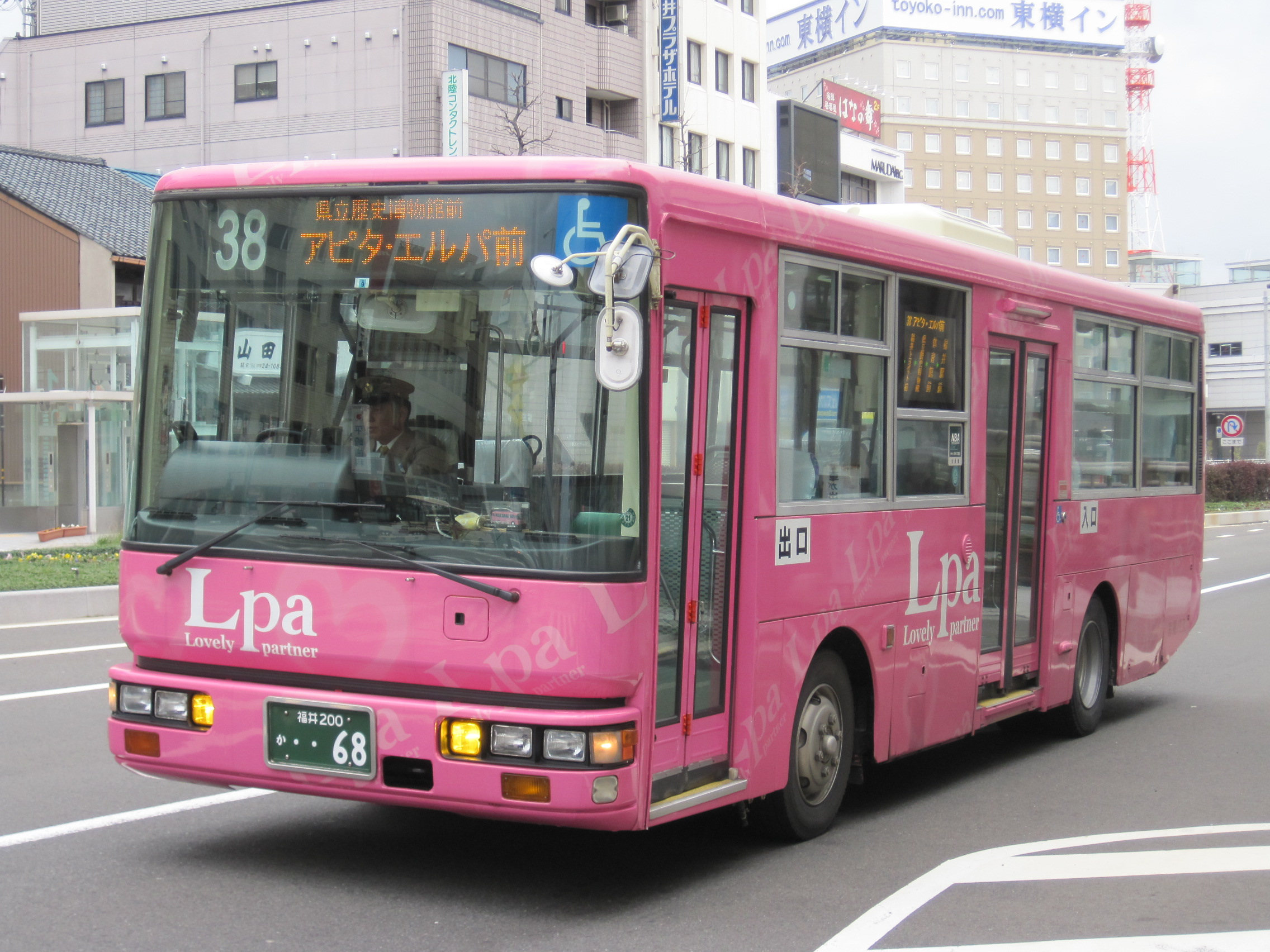
大和田エコライン線で使用されるノンステップバス
フェアモール福井専門店街「エルパ」専用ラッピング

- 38 大和田大学病院線「大和田エコライン線」[33]
  - フェアモール福井内の専門店街「エルパ」の協賛で運行開始。「福井駅前」〜「アピタ・エルパ前」停留所のうち、「アピタ・エルパ前」で乗車または降車した場合に限り、割引券（バス車内やエルパ店内カウンター等で配布）またはエルパのポイントカード「エルパカード」の提示で通常160円〜360円の運賃が100円ないし200円に割引される（並行する系統も一部区間で同等の割引が適用）。
  - 2018年10月に福井大学病院へ延伸、現路線名となる。パークアンドライドを目的とする[33]。

### 主要発着地、系統番号及び路線名
- 系統番号10番台：福井市街地から北西方面（●オレンジ色）。
- 系統番号20番台：福井市街地から北方面（●紫色）。
- 系統番号30番台：福井市街地から北東方面（●茶色）。
- 系統番号50番台：福井市街地から東方面（●青色）。
- 系統番号60番台：福井市街地から南・南東方面（●黄色）。
- 系統番号70番台：福井市街地から西・南西方面（●緑色）。
- 系統番号40・80・90番台と58は、福井駅を発着しない系統に割り当てられている。

#### 福井駅
福井市：北陸新幹線、ハピラインふくい線、えちぜん鉄道、福井鉄道 福井駅西口交通広場バスロータリー
- すまいるバス
  - 2021年10月1日、従前の福井市街地のコミュニティバス「すまいる」（まちづくり福井運営、京福バスが運行受託）循環4コースを直営の一般路線化。

- 10 越前海岸ブルーライン（旧鮎川線）（福井総合病院経由波の華行）
  - 終点：波の華。
  - 2016年10月1日より、終点を小丹生から弁慶の洗濯岩に延長。
  - 2017年10月1日より、終点を弁慶の洗濯岩から波の華に延長。路線名を越前海岸ブルーラインと改称。

- 11 大安寺線
  - 終点：福井総合病院。
  - 2017年10月1日より、旧鮎川線の福井総合病院止/すかっとランド九頭竜（現・剣大谷）止系統の路線名を大安寺線と改称。
  - 2024年6月1日、剣大谷止便廃止。

- 12 学園線
  - 終点：福井駅。

- 13 桜ヶ丘団地線（循環）
  - 終点：福井駅。
  - 2016年10月1日より、旧14系統（西安居線：2018年廃止）の桜ヶ丘団地系統を13系統として独立。

- 14 越前海岸ブルーライン線（福井総合病院経由蛭子神社前止）
  - 終点：蛭子神社前（下りのみ）。
  - 2024年10月1日、10系統の福井駅発最終便を蛭子神社前までの運行とし系統独立。

- 15 越前海岸ブルーライン（江上経由波の華行）
  - 終点：波の華。
  - 2017年10月1日より、終点を波の華に延長。路線名を越前海岸ブルーラインと改称。

- 16 川西・三国線
  - 終点：三国駅。

- 18 学園線快速
  - 終点：福井高校前。
  - 2016年10月1日より、12系統（学園線直行）を18系統として独立させ、種別を快速に変更。
  - 復路の臨時便を出す際は、福井工業大学前発福井駅行となる。

- 19 越前海岸ブルーライン線（江上経由蛭子神社前止）
  - 終点：蛭子神社前（下りのみ）。
  - 2024年10月1日、15系統の福井駅発の平日最終より2便・土曜最終便を蛭子神社前までの運行とし系統独立。

- 20 幾久・新田塚線（町屋町先回り）
  - 終点：福井駅。

- 21 幾久・新田塚線（福井大学前先回り）
  - 終点：福井駅。

- 25 エンゼルランド線（春江郵便局経由）
  - 終点：エンゼルランドふくい。

- 26 福井総合病院線（市立図書館前経由）
  - 終点：福井総合病院。

- 28 運転者教育センター線（エンゼルランドふくい経由）
  - 終点：福井駅。

- 30 高木線
  - 終点：福井駅（上りのみ）。

- 31 丸岡線（田原町・高木・森田栄町・南横地経由）
  - 終点：丸岡城。

- 32 丸岡線（町屋町・高木・森田栄町・南横地経由）
  - 終点：丸岡高校または丸岡バスターミナル。

- 36 県立病院・丸岡線（開発口・羽崎・下安田・吉政経由）
  - 終点：丸岡城。

- 38 大和田・大学病院線（田原町・高柳町・羽崎・県立大学経由）
  - 終点：福井大学病院。
  - 旧38系統（大和田エコライン線）、旧33・34系統（大学病院線）、旧35系統（大学病院・中藤線）を再編。

- 39 大和田・丸岡線（県立病院・ふくい鮮いちば口・南横地経由）
  - 終点：丸岡城。
  - 2023年10月、新九頭竜橋で九頭竜川を渡る経路へ変更。

- 51 済生会・問屋団地線（上北野先回り）
  - 終点：福井駅。
  - 2018年4月、上北野循環線（旧51系統）、上北野・問屋団地線（旧52系統）、済生会病院線（旧58系統）を統合再編。

- 52 済生会・問屋団地線（済生会病院先回り）
  - 終点：福井駅。
  - 2018年4月、上北野循環線（旧51系統）、上北野・問屋団地線（旧52系統）、済生会病院線（旧58系統）を統合再編。

- 55 大野線（済生会病院・栂野・天神・宿布・花山経由）
  - 終点：ヴィオ。
  - ヴィオ発の上りは全便福井駅東口（アオッサ前）止まり。

- 59 大野線（済生会病院・曽万布・荒木新保・宿布・犬山経由、平日のみ）
  - 終点：ヴィオ。
  - ヴィオ発の上りは全便福井駅東口（アオッサ前）止まり。

- 59 大野線（済生会病院・曽万布・荒木新保・あさくら水の駅・犬山経由、土・日・祝日のみ）
  - 終点：ヴィオ。
  - ヴィオ発の上りは全便福井駅東口（アオッサ前）止まり。

- 60 羽水高校線
  - 終点：福井厚生病院。

- 62 一乗谷・東郷線（豊島東公園口・県立図書館前経由）
  - 終点：浄教寺または鹿俣。

- 70 運動公園線（道守高校先回り）
  - 終点：福井駅。

- 71 運動公園線（ベル前先回り）
  - 終点：福井駅。

- 73 清水グリーンライン線（Cネットふくい行）
  - 終点：Cネットふくい。

- 74 清水グリーンライン線（清水プラント3止）
  - 終点：清水プラント3。

- 76 西田中・宿堂線（赤十字病院経由）
  - 終点：天王。
  - 2017年10月1日より、宿堂-八ツ俣間を廃止。
  - 2024年10月1日より、天王－宿堂間を廃止。

#### 越前大野駅
大野市:越美北線（九頭竜線）越前大野駅正面
- 46 勝山・大野線
  - 大野観光自動車へ運行委託（京福バス車両使用）

- 55 大野線（花山・宿布・栂野経由福井駅東口行、ヴィオ行）
- 58 大野線（花山・宿布・栂野経由済生会病院止、ヴィオ行）
  - 大野観光自動車へ運行委託（京福バス車両使用）

- 59 大野線（犬山・宿布・荒木新保経由福井駅東口行、ヴィオ行）※平日のみ運転
- 59 大野線（犬山・あさくら水の駅・荒木新保経由福井駅東口行、ヴィオ行）※土曜・休日・年末年始のみ運転

#### 勝山駅前
勝山市:えちぜん鉄道勝山永平寺線勝山駅前ロータリー
- 44 勝山・大野線（越前大野駅非経由ヴィオ行）
  - 大野観光自動車へ運行委託（京福バス車両使用）

- 46 勝山・大野線（越前大野駅経由ヴィオ行、福井勝山総合病院行）
  - 大野観光自動車へ運行委託（京福バス車両使用）

#### 芦原温泉駅
あわら市: 北陸新幹線・ハピラインふくい線芦原温泉駅西口ロータリー
- 84 東尋坊線（あわら警察署経由：到着便のみ、旧・国鉄バス金津三国線代替バス）
- 85 東尋坊線（あわら警察署経由：旧・国鉄バス金津三国線代替バス）
- 86 芦原・丸岡・永平寺線（長屋経由）
- 87 芦原・丸岡・永平寺線（中川経由）
- 89 金津高校線
- 91 金津・本荘線 ※IC定期券使用不可
- 96 東尋坊線（木村病院前経由：到着便のみ）
- 97 東尋坊線（木村病院前経由）

#### あわら湯のまち駅
あわら市:えちぜん鉄道三国芦原線あわら湯のまち駅前ロータリー
- 84 東尋坊線（あわら警察署経由芦原温泉駅行）
- 85 東尋坊線（龍翔博物館行）
- 96 東尋坊線（木村病院前経由芦原温泉駅行）
- 97 東尋坊線（龍翔博物館行）

#### 丸岡バスターミナル
坂井市:坂井市役所丸岡支所東隣（本丸岡駅跡地）
（ハピラインふくい線丸岡駅南東約5km）
- 31 丸岡線（南横地・森田栄町・田原町経由福井駅行、丸岡城行）
- 32 丸岡線（南横地・森田栄町・町屋町経由福井駅行、丸岡高校行）
- 36 県立病院・丸岡線（下安田・羽崎・高柳町経由福井駅行、丸岡城行）
- 39 大和田・丸岡線（南横地・ふくい鮮いちば口・県立病院経由福井駅行、丸岡城行）
- 47 春江・丸岡線
- 48 三国・丸岡線
- 82 丸岡・永平寺線（福井大学病院・松岡駅経由永平寺口駅行、丸岡駅行）
- 86 芦原・丸岡・永平寺線（長屋経由芦原温泉駅行/下久米田経由永平寺行、永平寺口駅止）
- 87 芦原・丸岡・永平寺線（中川経由金津高校行・芦原温泉駅止/下久米田経由永平寺口駅行/丸岡高校行）

#### 三国駅
坂井市:えちぜん鉄道三国芦原線三国駅前ロータリー
- 16 川西・三国線
- 48 三国・丸岡線
- 80 鶉・三国線
- 84 東尋坊線（あわら警察署経由芦原温泉駅行）
- 85 東尋坊線（龍翔博物館行）
- 91 金津・本荘線 ※IC定期券使用不可
- 96 東尋坊線（木村病院前経由芦原温泉駅行）
- 97 東尋坊線（龍翔博物館行）
- 98 海岸線

#### 永平寺口駅
永平寺町:えちぜん鉄道勝山永平寺線永平寺口駅前ロータリー
- 82 丸岡・永平寺線
- 86 芦原・丸岡・永平寺線（長屋経由）
- 87 芦原・丸岡・永平寺線（中川経由）
- 88 永平寺線

#### 福井大学病院
永平寺町:福井大学医学部附属病院正面玄関前
（えちぜん鉄道勝山永平寺線松岡駅北約2km）

- 38 大和田・大学病院線（県立大学・羽崎・高柳町・田原町経由）
- 82 丸岡・永平寺線
- 83 大学病院・松岡線

#### その他の路線
- 40 森田線：定重 → 上野本町東 → 森田駅
- 41 大東中学校線：ほほ咲みの郷 → 大東中学校 ※11月1日 - 翌年3月中旬の学校開校日のみ運行
- 45 美山スクール線：高田橋 → 美山駅 → 川上 → （大野市域の途中停留所をすべて通過) → 大野高校前
- 81 池見線：三国南校 - 池見
- 95 新保・米納津線 ：新保(川西) - 三国西小学校西門前 → 米納津区民館 → 野中

## コミュニティバス
2025年時点で、コミュニティバスの運行を受託している路線は以下のとおり。
福井市
- 酒生いきいきバス[37]
- 地域コミュニティバスOKABO[37]
- 日新さんさんバス[37]
- 森田地域コミュニティバス[37]

勝山市
- 勝山大野線[37]

吉田郡永平寺町
- 永平寺町コミュニティバス（松岡・吉野・御陵の各コース、松岡交通と共同受託）[37]

丹生郡越前町
- フレンドリー号（環状ルート右回り）[37]

### 過去に受託していた路線
福井市
- 美山地域バス[37] - 運行委託事業者を大野観光自動車へ変更

まちづくり福井
- すまいる - 一般路線バス「すまいるバス」として京福バス直営化。

大野市
- 越前おおのまちなか循環バス（大野観光自動車と共同受託）[37] - 大野観光自動車の単独受託へ変更。

坂井市
- ぐるっと坂井（三国坂井・丸岡春江・雄島・長畝・高椋中の各ルート）[37] - 路線・ダイヤ設定のないデマンド型乗合タクシー「イータク」へ転換するとともに、京福バスが従前の三国坂井・丸岡春江の両ルートに近い経路で一般路線バス三国丸岡線・春江丸岡線を新設。

## 企画乗車券
詳細は、公式サイトの フリーきっぷ を参照。
休日フリーきっぷ
- 一般路線（コミュニティバスなどを除く）全線が乗り放題になるフリーきっぷ。利用日が土曜日・日曜日・休日（年末年始も含む）の1日限定で販売される。

福井市内230円区間内 1日フリーきっぷ・定期券
- 福井駅から230円以下の区域内相互間が乗り放題（定期券は1か月のみ）。利用日の制限がなく通年販売されていたが、2024年3月をもって終了した。

東尋坊二日フリーきっぷ
- 坂井市三国町およびあわら市周辺の特定区間が乗り放題になるフリーきっぷで有効期間は2日間。拡大版として、福井駅から永平寺・丸岡城の特定区間を含めた永平寺・東尋坊二日フリーきっぷもある。

　デジタル乗車券の販売も開始しており、「RYDE PASS」アプリで購入可能となっている。

## 車両
2020年時点で、京福バスの保有車両数は以下のとおりとなっている。
- 乗合バス：160台
- 貸切バス：22台

導入車両のメーカーは、2018年時点で日野自動車と三菱ふそうトラック・バスの2社製が全体の4分の3を占める。日産ディーゼル製、いすゞ自動車製の車両も在籍する。

### 路線車
京都バスとほぼ同じデザインとカラーリングで、クリーム色にマルーンの帯をまとったデザインとなっている。
京福電気鉄道の子会社であることから、京都バスや京阪バスからの移籍車も運行されている。一部は神戸市営バスからの転属車もあるが、これは神戸市営バスで廃車後一度岐阜県のドライビングサービスが岐阜競輪場の送迎バスとして使用後京福バスに転属したものである。また、近年は阪急バス（元神鉄バスの移籍車も含む）・名古屋市営バス・ジェイアール東海バス・大阪市営バス・神奈川中央交通・東急バス・京成バス・北港観光バス・京急バス・山陽バス・小田急バス・国際興業バス・高槻市交通部などからも中古車両が導入されている。

### 高速車
2008年から、福井出身の書家吉川壽一が揮毫した「SYOINGバス」を採用している。路線ごとにカラーリングとデザインが異なるのが特徴である。
- 東京線：山吹色「夢」[42]
- 名古屋線：黄緑「光」[42]
- 京都・大阪線：藤色「愛」（鏡文字）[43]

## 関連事業
- 本社向かいの福井整備工場、並びにケイカン交通本社隣の坂井整備工場では、社外車両の整備点検業務も行っている。
- 2017年1月17日[44]、京福バスが運営する居酒屋「海鮮大衆酒場 たら福」（福井県福井市大手二丁目6番15号）[45] を開業し、直営事業で運営している[46]。

## 関連会社
- 福井交通 - 京福電気鉄道の子会社[47]。
- 京福リムジンバス - 京福バスのかつての直系子会社（2006年設立 - 2022年京福バスへ被合併）